# Daniel Sturla
Daniel Fernando Sturla Berhouet, SDB (4. juli 1959 i Montevideo) er en uruguayansk katolsk biskop og ærkebiskop af Montevideo siden 2014.